# 方正函数
数学における方正函数（ほうせいかんすう、英: regulated function, ruled function）は、「素性のよい」("well-behaved") 実一変数の函数である。方正函数の概念は可積分函数の一つのクラスとして生じたものであり、その特徴付けにはいくつか方法がある。方正函数は1954年にゲオルク・オーマンが導入し、対応する積分をジャン・デュドネを含む数学結社ブルバキが提唱した。

## 定義
以下 X はノルム ‖ – ‖X を備えるバナッハ空間とする。函数 f: [0, T] → X が方正函数であるとは、以下の同値な条件のうちの何れか一方（したがって両方）を満足することを言う (Dieudonné 1969, §7.6):
- 任意の t ∈ [0, T] に対して左側極限 f(t−) および右側極限 f(t+) がともに X において存在する（自明な注意ではあるが f(0−) および f(T+) は除いて言う）;
- 適当な階段函数列 φn: [0, T] → X で一様に（つまり一様ノルム ‖ – ‖∞ に関して）f に収斂するものが存在する。

これら2つの条件が同値であることを知るには少しく手を動かす必要があるが、後の条件を次に示す形に言い換えるのは比較的容易である:
- 各 δ > 0 に対し、以下を満たす階段函数 φδ: [0, T] → X が取れる:
{\displaystyle \|f-\varphi _{\delta }\|_{\infty }=\sup _{t\in [0,T]}\|f(t)-\varphi _{\delta }(t)\|_{X}<\delta .}
- f は閉区間 [0, ] から X への階段函数全体の成す空間 Step([0, T]; X) の閉包に属する（閉包は一様ノルムに関する意味で [0, T] から X への有界函数全体の成す空間 B([0, T]; X) において取る）。

## 方正函数の性質
以下、方正函数 f: [0, T] → X 全体の成す集合を Reg([0, T]; X) と書くことにする。
- 空間 X が体 K（典型的には実数体 R あるいは複素数体 C）上のベクトル空間であるとき、方正函数同士の和およびスカラー倍はふたたび方正である。即ち、Reg([0, T]; X) は同じ体 K 上のベクトル空間を成す。X が乗法を備えるならば、方正函数の（点ごとの（英語版））積もまた方正である。即ち、X が K-多元環ならば Reg([0, T]; X) もそうである。
- 一様ノルムは Reg([0, T]; X) 上のノルムを与え、一様ノルムの誘導する位相に関して Reg([0, T]; X) は位相線型空間を成す。
- 既述の通り Reg([0, T]; X) は B([0, T]; X) における Step([0, T]; X) の一様ノルムに関する閉包である。
- X がバナッハ空間ならば Reg([0, T]; X) もまた一様ノルムに関してバナッハ空間を成す。
- Reg([0, T]; R) は実無限次元バナッハ代数を成す。即ち、方正函数からなる有限線型結合および積は、やはり方正である。
- （[0, T] のような）コンパクト空間上の連続写像は自動的に一様連続となるから、任意の連続函数 f: [0, T] → X は方正である。実は一様ノルムに関して、連続函数全体の成す空間 C0([0, T]; X) は Reg([0, T]; X) の閉部分空間になる。
- X がバナッハ空間ならば、有界変動函数全体の成す空間 BV([0, T]; X) は Reg([0, T]; X) の稠密部分空間を成す。式で書けば:
{\displaystyle \operatorname {Reg} ([0,T];X)={\overline {\operatorname {BV} ([0,T];X)}}\quad ({\text{w.r.t. }}\|\cdot \|_{\infty }).}
- X がバナッハ空間のとき、函数 f: [0, T] → X が方正となる必要十分条件はそれが適当な荷重 φ に対する重み φ-付き有界変動 (bounded φ-variation) となることである。即ち
{\displaystyle \operatorname {Reg} ([0,T];X)=\bigcup _{\varphi }\operatorname {BV} _{\varphi }([0,T];X).}
- X が可分ヒルベルト空間ならば Reg([0, T]; X) はフランコワ–ヘリー選択定理（英語版）と呼ばれるコンパクト性定理を満足する。
- 方正函数の不連続点全体の成す集合は可算である（これを示すには、各 ε > 0 に対して、左右の片側極限の差が ε より大きくなる点が有限個であることを見れば十分である）。特に不連続点集合は零集合（英語版）となり、従って方正函数は矛盾なく定まるリーマン積分を持つ。
- 階段函数に対して自明な仕方で定義される積分は、各方正函数に対してそれを一様極限に持つ任意の階段函数列の積分の極限を考えることにより、自然に Reg([0, T]; X) まで拡張できる。この拡張は well-defined であり、積分の持つ通常の性質をすべて満足する。特にこの方正積分は:
  - Reg([0, T]; X) から X への有界線型写像である。故に X = R の場合には、この積分は Reg([0, T]; R) の双対空間の元になっている;
  - リーマン積分に一致する。